# Serie A1 2023-2024 (pallavolo)
La Serie A1 2023-2024, 79ª edizione della massima serie del campionato italiano di pallavolo femminile, si è svolta dal 7 ottobre 2023 al 27 aprile 2024: al torneo hanno partecipato quattordici squadre di club italiane e la vittoria finale è andata per la settima volta, la sesta consecutiva, all'Imoco.

## Regolamento

### Formula
La formula ha previsto:
- Regular season, disputata con girone all'italiana, con gare di andata e ritorno, per un totale di ventisei giornate: le prime otto classificate hanno acceduto ai play-off scudetto, le classificate dal nono al dodicesimo posto hanno acceduto ai play-off Challenge Cup, mentre le ultime due classificate sono retrocesse in Serie A2.
- Play-off scudetto, disputati con:
  - Quarti di finale e semifinali, giocate al meglio di due vittorie su tre gare. Le quattro eliminate ai quarti di finale hanno acceduto alla fase a gironi dei play-off Challenge Cup.
  - Finale, giocata al meglio di tre vittorie su cinque gare.
- Play-off Challenge Cup, disputati con:
  - Primo turno, a cui hanno partecipato le classificate dal nono al dodicesimo posto della regular season, giocata al meglio di due vittorie su tre gare.
  - Fase a gironi, disputata con girone all'italiana, con gare di sola andata, per un totale di tre giornate: la prima classificata di ogni girone ha acceduto alla finale.
  - Finale, giocata con gara unica: la vincitrice si è qualificata per la Challenge Cup[2].

Il 6 marzo 2024 tuttavia, la Lega Pallavolo Serie A femminile ha annullato i play-off Challenge Cup, lasciando alle squadre qualificate la possibilità di partecipare su base volontaria a un torneo di qualificazione per la WEVZA Cup 2024.

### Criteri di classifica
Se il risultato finale è stato di 3-0 o 3-1 sono stati assegnati 3 punti alla squadra vincente e 0 a quella sconfitta, se il risultato finale è stato di 3-2 sono stati assegnati 2 punti alla squadra vincente e 1 a quella sconfitta.
L'ordine del posizionamento in classifica è stato definito in base a:
- Punti;
- Numero di partite vinte;
- Ratio dei set vinti/persi;
- Ratio dei punti realizzati/subiti.

## Squadre partecipanti
| Club            | Stagione | Città         | Impianto               | Stagione precedente                                                                      |
| --------------- | -------- | ------------- | ---------------------- | ---------------------------------------------------------------------------------------- |
| AGIL            | dettagli | Novara        | PalaTerdoppio          | 5ª in Serie A1; semifinali play-off scudetto                                             |
| Bergamo 1991    | dettagli | Bergamo       | PalaFacchetti          | 7ª in Serie A1; quarti di finale play-off scudetto; fase a gironi play-off Challenge Cup |
| Casalmaggiore   | dettagli | Casalmaggiore | PalaRadi               | 6ª in Serie A1; quarti di finale play-off scudetto; vincitrice play-off Challenge Cup    |
| Chieri '76      | dettagli | Chieri        | PalaMaddalene          | 4ª in Serie A1; quarti di finale play-off scudetto; fase a gironi play-off Challenge Cup |
| Cuneo Granda    | dettagli | Cuneo         | PalaCastagnaretta      | 11ª in Serie A1; primo turno play-off Challenge Cup                                      |
| Firenze         | dettagli | Firenze       | PalaWanny              | 10ª in Serie A1; finale play-off Challenge Cup                                           |
| Imoco           | dettagli | Conegliano    | PalaVerde              | 1ª in Serie A1; campione d'Italia                                                        |
| Megavolley      | dettagli | Vallefoglia   | PalaCampanara          | 9ª in Serie A1; primo turno play-off Challenge Cup                                       |
| Pinerolo        | dettagli | Pinerolo      | Palazzetto dello Sport | 12ª in Serie A1; fase a gironi play-off Challenge Cup                                    |
| Pro Victoria    | dettagli | Monza         | Palalido               | 3ª in Serie A1; finale play-off scudetto                                                 |
| Roma Club       | dettagli | Roma          | Palazzetto dello Sport | 1ª in Serie A2 (girone B); 1ª in pool promozione                                         |
| Savino Del Bene | dettagli | Scandicci     | PalaWanny              | 2ª in Serie A1; semifinali play-off scudetto                                             |
| Trentino        | dettagli | Trento        | PalaTrento             | 1ª in Serie A2 (girone A); 2ª in pool promozione; vincitrice play-off promozione         |
| UYBA            | dettagli | Busto Arsizio | PalaPiantanida         | 8ª in Serie A1; quarti di finale play-off scudetto; fase a gironi play-off Challenge Cup |

## Torneo

### Regular season

#### Risultati
| Prima giornata |                              |     |                                   |
|                |                              |     |                                   |
| 08-10          | Imoco - Trentino             | 3-0 | 25-18, 25-16, 25-18               |
| 08-10          | Savino Del Bene - Firenze    | 3-0 | 25-20, 25-19, 25-18               |
| 08-10          | Pro Victoria - UYBA          | 3-0 | 25-21, 25-10, 25-12               |
| 08-10          | Chieri '76 - AGIL            | 0-3 | 20-25, 27-29, 25-27               |
| 07-10          | Casalmaggiore - Bergamo 1991 | 2-3 | 25-20, 23-25, 23-25, 25-14, 11-15 |
| 08-10          | Megavolley - Roma Club       | 2-3 | 25-22, 20-25, 19-25, 25-19, 12-15 |
| 08-10          | Pinerolo - Cuneo Granda      | 2-3 | 17-25, 25-23, 25-17, 23-25, 13-15 |

| Seconda giornata |                           |     |                                   |
|                  |                           |     |                                   |
| 15-10            | AGIL - Casalmaggiore      | 3-1 | 25-23, 25-21, 22-25, 25-20        |
| 15-10            | Bergamo 1991 - Megavolley | 1-3 | 25-15, 25-27, 23-25, 23-25        |
| 15-10            | UYBA - Savino Del Bene    | 1-3 | 20-25, 25-20, 19-25, 23-25        |
| 15-10            | Firenze - Pinerolo        | 2-3 | 26-24, 26-24, 18-25, 16-25, 13-15 |
| 14-10            | Cuneo Granda - Imoco      | 0-3 | 20-25, 12-25, 14-25               |
| 15-10            | Roma Club - Chieri '76    | 0-3 | 18-25, 20-25, 20-25               |
| 14-10            | Trentino - Pro Victoria   | 1-3 | 17-25, 20-25, 25-23, 18-25        |

| Terza giornata |                                |     |                                   |
|                |                                |     |                                   |
| 22-10          | Pro Victoria - Savino Del Bene | 3-2 | 27-25, 25-18, 25-27, 22-25, 16-14 |
| 21-10          | Chieri '76 - Imoco             | 1-3 | 19-25, 23-25, 25-18, 25-27        |
| 22-10          | Casalmaggiore - Trentino       | 3-0 | 25-22, 25-22, 25-13               |
| 22-10          | Firenze - Bergamo 1991         | 3-0 | 25-23, 25-22, 25-22               |
| 21-10          | Cuneo Granda - Megavolley      | 1-3 | 25-13, 23-25, 22-25, 22-25        |
| 22-10          | Pinerolo - AGIL                | 1-3 | 17-25, 16-25, 28-26, 20-25        |
| 22-10          | Roma Club - UYBA               | 3-2 | 25-20, 25-21, 20-25, 23-25, 15-13 |

| Quarta giornata |                                 |     |                                   |
|                 |                                 |     |                                   |
| 22-11           | Imoco - Roma Club               | 3-0 | 25-16, 25-16, 25-20               |
| 29-10           | Savino Del Bene - Casalmaggiore | 3-1 | 25-18, 23-25, 25-14, 25-22        |
| 22-11           | Pro Victoria - Chieri '76       | 3-0 | 25-19, 25-19, 25-16               |
| 28-10           | Bergamo 1991 - Cuneo Granda     | 2-3 | 20-25, 25-17, 25-19, 22-25, 14-16 |
| 29-10           | UYBA - AGIL                     | 0-3 | 18-25, 17-25, 21-25               |
| 29-10           | Megavolley - Pinerolo           | 0-3 | 22-25, 18-25, 17-25               |
| 29-10           | Trentino - Firenze              | 1-3 | 18-25, 13-25, 25-17, 21-25        |

| Quinta giornata |                              |     |                                   |
|                 |                              |     |                                   |
| 01-11           | Savino Del Bene - Imoco      | 1-3 | 24-26, 25-27, 25-23, 20-25        |
| 01-11           | AGIL - Trentino              | 3-0 | 25-23, 25-19, 25-20               |
| 01-11           | Casalmaggiore - Cuneo Granda | 0-3 | 24-26, 16-25, 19-25               |
| 01-11           | Bergamo 1991 - Pro Victoria  | 1-3 | 23-25, 22-25, 25-20, 18-25        |
| 01-11           | Megavolley - Chieri '76      | 1-3 | 22-25, 25-18, 22-25, 23-25        |
| 01-11           | Firenze - Roma Club          | 3-2 | 25-22, 25-27, 25-23, 22-25, 15-12 |
| 01-11           | Pinerolo - UYBA              | 3-1 | 23-25, 25-17, 25-21, 25-19        |

| Sesta giornata |                            |     |                            |
|                |                            |     |                            |
| 05-11          | Pro Victoria - Imoco       | 1-3 | 25-23, 18-25, 20-25, 15-25 |
| 04-11          | Chieri '76 - Pinerolo      | 3-0 | 25-20, 25-15, 25-21        |
| 05-11          | UYBA - Megavolley          | 3-0 | 25-18, 26-24, 25-17        |
| 05-11          | Firenze - Casalmaggiore    | 0-3 | 11-25, 21-25, 20-25        |
| 05-11          | Cuneo Granda - AGIL        | 0-3 | 18-25, 14-25, 22-25        |
| 04-11          | Roma Club - Bergamo 1991   | 3-0 | 25-21, 25-21, 25-22        |
| 04-11          | Trentino - Savino Del Bene | 0-3 | 16-25, 16-25, 18-25        |

| Settima giornata |                              |     |                                   |
|                  |                              |     |                                   |
| 12-11            | Imoco - Firenze              | 3-0 | 25-15, 25-21, 25-17               |
| 12-11            | Savino Del Bene - Megavolley | 3-0 | 25-23, 25-14, 25-21               |
| 12-11            | AGIL - Pro Victoria          | 1-3 | 16-25, 25-23, 23-25, 21-25        |
| 12-11            | Casalmaggiore - UYBA         | 1-3 | 20-25, 16-25, 25-17, 24-26        |
| 11-11            | Bergamo 1991 - Chieri '76    | 2-3 | 25-23, 23-25, 25-18, 15-25, 11-15 |
| 12-11            | Pinerolo - Roma Club         | 3-0 | 25-23, 25-21, 25-20               |
| 11-11            | Trentino - Cuneo Granda      | 3-2 | 25-22, 23-25, 28-26, 23-25, 15-13 |

| Ottava giornata |                                |     |                                   |
|                 |                                |     |                                   |
| 19-11           | Pro Victoria - Pinerolo        | 3-0 | 25-16, 25-19, 25-17               |
| 18-11           | Chieri '76 - Trentino          | 3-1 | 25-19, 22-25, 25-20, 25-17        |
| 18-11           | Casalmaggiore - Roma Club      | 2-3 | 25-22, 22-25, 26-28, 25-21, 13-15 |
| 19-11           | Bergamo 1991 - Imoco           | 0-3 | 15-25, 22-25, 17-25               |
| 19-11           | Megavolley - AGIL              | 0-3 | 27-29, 23-25, 23-25               |
| 19-11           | Firenze - UYBA                 | 3-0 | 25-17, 25-22, 25-22               |
| 19-11           | Cuneo Granda - Savino Del Bene | 1-3 | 11-25, 19-25, 25-18, 20-25        |

| Nona giornata |                              |     |                                   |
|               |                              |     |                                   |
| 26-11         | Imoco - Casalmaggiore        | 3-0 | 27-25, 25-23, 25-17               |
| 26-11         | Savino Del Bene - Chieri '76 | 3-2 | 25-17, 20-25, 26-28, 25-21, 15-11 |
| 25-11         | AGIL - Firenze               | 3-1 | 25-16, 44-42, 23-25, 25-22        |
| 26-11         | UYBA - Cuneo Granda          | 2-3 | 25-20, 22-25, 22-25, 27-25, 12-15 |
| 26-11         | Pinerolo - Bergamo 1991      | 3-2 | 22-25, 26-24, 19-25, 26-24, 15-10 |
| 26-11         | Roma Club - Pro Victoria     | 0-3 | 21-25, 18-25, 22-25               |
| 25-11         | Trentino - Megavolley        | 0-3 | 24-26, 18-25, 14-25               |

| Decima giornata |                              |     |                                  |
|                 |                              |     |                                  |
| 03-12           | Pro Victoria - Casalmaggiore | 3-2 | 24-26, 27-25, 25-18, 23-25, 15-2 |
| 03-12           | Chieri '76 - UYBA            | 3-0 | 25-16, 25-23, 25-21              |
| 03-12           | AGIL - Imoco                 | 1-3 | 19-25, 14-25, 25-23, 18-25       |
| 03-12           | Bergamo 1991 - Trentino      | 3-0 | 28-26, 25-16, 25-16              |
| 03-12           | Megavolley - Firenze         | 3-1 | 21-25, 25-18, 25-15, 25-22       |
| 02-12           | Pinerolo - Savino Del Bene   | 0-3 | 19-25, 29-31, 19-25              |
| 03-12           | Roma Club - Cuneo Granda     | 3-1 | 18-25, 25-15, 25-17, 26-24       |

| Undicesima giornata |                             |     |                                   |
|                     |                             |     |                                   |
| 10-12               | Imoco - Megavolley          | 3-0 | 25-18, 25-20, 25-17               |
| 11-12               | Savino Del Bene - AGIL      | 3-1 | 25-11, 28-26, 21-25, 25-21        |
| 09-12               | Casalmaggiore - Pinerolo    | 0-3 | 18-25, 23-25, 21-25               |
| 09-12               | UYBA - Bergamo 1991         | 3-1 | 25-27, 25-15, 26-24, 25-22        |
| 10-12               | Firenze - Chieri '76        | 3-2 | 28-26, 25-23, 21-25, 17-25, 15-11 |
| 10-12               | Cuneo Granda - Pro Victoria | 0-3 | 18-25, 15-25, 14-25               |
| 10-12               | Trentino - Roma Club        | 0-3 | 22-25, 20-25, 14-25               |

| Dodicesima giornata |                             |     |                               |
|                     |                             |     |                               |
| 17-12               | Chieri '76 - Cuneo Granda   | 3-1 | 25-18 25-19 17-25 26-24       |
| 16-12               | Bergamo 1991 - AGIL         | 0-3 | 23-25 15-25 20-25             |
| 17-12               | UYBA - Trentino             | 3-0 | 25-23 25-14 25-19             |
| 16-12               | Megavolley - Casalmaggiore  | 3-0 | 25-15 25-22 25-21             |
| 17-12               | Firenze - Pro Victoria      | 0-3 | 19-25 22-25 20-25             |
| 17-12               | Pinerolo - Imoco            | 2-3 | 21-25 26-24 14-25 25-23 13-15 |
| 16-12               | Roma Club - Savino Del Bene | 2-3 | 16-25 14-25 26-24 25-21 7-15  |

| Tredicesima giornata |                                |     |                                   |
|                      |                                |     |                                   |
| 23-12                | Imoco - UYBA                   | 3-0 | 25-20, 25-15, 25-18               |
| 23-12                | Savino Del Bene - Bergamo 1991 | 3-0 | 25-11, 25-21, 25-14               |
| 23-12                | Pro Victoria - Megavolley      | 3-0 | 25-20, 25-13, 25-10               |
| 23-12                | AGIL - Roma Club               | 3-0 | 25-10, 33-31, 25-14               |
| 23-12                | Casalmaggiore - Chieri '76     | 1-3 | 17-25, 20-25, 25-23, 16-25        |
| 23-12                | Cuneo Granda - Firenze         | 2-3 | 25-21, 25-17, 19-25, 20-25, 9-15  |
| 22-12                | Trentino - Pinerolo            | 2-3 | 25-17, 17-25, 24-26, 26-24, 20-22 |

| Quattordicesima giornata |                              |     |                                   |
|                          |                              |     |                                   |
| 26-12                    | Trentino - Imoco             | 0-3 | 19-25, 18-25, 21-25               |
| 26-12                    | Firenze - Savino Del Bene    | 0-3 | 17-25, 19-25, 18-25               |
| 26-12                    | UYBA - Pro Victoria          | 1-3 | 28-30, 25-17, 15-25, 17-25        |
| 26-12                    | AGIL - Chieri '76            | 3-1 | 25-19, 26-24, 23-25, 25-18        |
| 26-12                    | Bergamo 1991 - Casalmaggiore | 3-1 | 25-23, 25-19, 19-25, 25-18        |
| 26-12                    | Roma Club - Megavolley       | 2-3 | 35-37, 18-25, 25-16, 25-17, 4-15  |
| 26-12                    | Cuneo Granda - Pinerolo      | 3-2 | 20-25, 25-13, 23-25, 25-22, 17-15 |

| Quindicesima giornata |                           |     |                            |
|                       |                           |     |                            |
| 17-02                 | Casalmaggiore - AGIL      | 3-1 | 22-25, 25-23, 25-19, 26-24 |
| 06-01                 | Megavolley - Bergamo 1991 | 3-1 | 25-20, 22-25, 25-18, 25-13 |
| 06-01                 | Savino Del Bene - UYBA    | 3-1 | 25-22, 18-25, 25-15, 25-11 |
| 07-01                 | Pinerolo - Firenze        | 1-3 | 22-25, 18-25, 26-24, 20-25 |
| 07-01                 | Imoco - Cuneo Granda      | 3-0 | 25-22, 25-21, 25-19        |
| 06-01                 | Chieri '76 - Roma Club    | 3-0 | 25-21, 25-18, 25-16        |
| 07-01                 | Pro Victoria - Trentino   | 3-0 | 25-13, 25-23, 25-22        |

| Sedicesima giornata |                                |     |                                   |
|                     |                                |     |                                   |
| 13-01               | Savino Del Bene - Pro Victoria | 0-3 | 20-25, 21-25, 15-25               |
| 14-01               | Bergamo 1991 - Firenze         | 2-3 | 25-22, 29-27, 11-25, 19-25, 16-18 |
| 13-01               | Trentino - Casalmaggiore       | 2-3 | 28-26, 26-24, 18-25, 19-25, 15-17 |
| 14-01               | Imoco - Chieri '76             | 3-2 | 26-28, 25-19, 21-25, 30-28, 15-9  |
| 14-01               | Megavolley - Cuneo Granda      | 3-1 | 25-17, 25-20, 16-25, 25-21        |
| 14-01               | AGIL - Pinerolo                | 3-1 | 26-24, 23-25, 25-22, 25-14        |
| 14-01               | UYBA - Roma Club               | 3-0 | 25-23, 25-16, 25-23               |

| Diciassettesima giornata |                                 |     |                                   |
|                          |                                 |     |                                   |
| 21-01                    | Roma Club - Imoco               | 2-3 | 25-21, 23-25, 26-24, 18-25, 4-15  |
| 21-01                    | Casalmaggiore - Savino Del Bene | 0-3 | 22-25, 20-25, 17-25               |
| 21-01                    | Chieri '76 - Pro Victoria       | 2-3 | 25-21, 23-25, 23-25, 27-25, 13-15 |
| 21-01                    | Cuneo Granda - Bergamo 1991     | 1-3 | 22-25, 25-15, 23-25, 27-29        |
| 21-01                    | AGIL - UYBA                     | 3-1 | 25-12, 25-15, 24-26, 25-10        |
| 20-01                    | Pinerolo - Megavolley           | 3-1 | 27-25, 21-25, 25-19, 32-30        |
| 21-01                    | Firenze - Trentino              | 3-0 | 25-19, 25-23, 25-15               |

| Diciottesima giornata |                              |     |                                  |
|                       |                              |     |                                  |
| 27-01                 | Imoco - Savino Del Bene      | 3-0 | 25-15, 25-21, 25-17              |
| 28-01                 | Trentino - AGIL              | 1-3 | 12-25, 25-21, 21-25, 22-25       |
| 28-01                 | Cuneo Granda - Casalmaggiore | 1-3 | 21-25, 22-25, 25-20, 20-25       |
| 28-01                 | Pro Victoria - Bergamo 1991  | 3-1 | 25-19, 23-25, 25-20, 25-19       |
| 28-01                 | Chieri '76 - Megavolley      | 3-0 | 25-20, 25-19, 25-17              |
| 28-01                 | Roma Club - Firenze          | 3-1 | 25-19, 20-25, 25-23, 25-18       |
| 28-01                 | UYBA - Pinerolo              | 2-3 | 25-15, 25-22, 22-25, 27-29, 6-15 |

| Diciannovesima giornata |                            |     |                            |
|                         |                            |     |                            |
| 04-02                   | Imoco - Pro Victoria       | 3-0 | 25-23, 25-18, 25-18        |
| 04-02                   | Pinerolo - Chieri '76      | 3-1 | 25-21, 29-27, 20-25, 25-20 |
| 03-02                   | Megavolley - UYBA          | 3-0 | 25-17, 25-21, 25-21        |
| 03-02                   | Casalmaggiore - Firenze    | 3-0 | 25-21, 34-32, 25-18        |
| 04-02                   | AGIL - Cuneo Granda        | 3-1 | 25-10, 25-17, 18-25, 25-17 |
| 04-02                   | Bergamo 1991 - Roma Club   | 1-3 | 20-25, 25-17, 19-25, 21-25 |
| 04-02                   | Savino Del Bene - Trentino | 3-0 | 25-18, 25-13, 25-17        |

| Ventesima giornata |                              |     |                                   |
|                    |                              |     |                                   |
| 11-02              | Firenze - Imoco              | 1-3 | 19-25, 25-22, 18-25, 22-25        |
| 10-02              | Megavolley - Savino Del Bene | 2-3 | 25-22, 25-21, 21-25, 17-25, 10-15 |
| 10-02              | Pro Victoria - AGIL          | 2-3 | 27-29, 25-19, 19-25, 25-22, 12-15 |
| 11-02              | UYBA - Casalmaggiore         | 1-3 | 19-25, 25-21, 20-25, 22-25        |
| 11-02              | Chieri '76 - Bergamo 1991    | 3-0 | 25-20, 29-27, 25-22               |
| 11-02              | Roma Club - Pinerolo         | 3-2 | 25-23, 19-25, 19-25, 25-21, 15-9  |
| 11-02              | Cuneo Granda - Trentino      | 1-3 | 20-25, 18-25, 25-15, 19-25        |

| Ventunesima giornata |                                |     |                                   |
|                      |                                |     |                                   |
| 25-02                | Pinerolo - Pro Victoria        | 2-3 | 25-23, 18-25, 25-22, 19-25, 10-15 |
| 25-02                | Trentino - Chieri '76          | 1-3 | 27-29, 25-21, 20-25, 14-25        |
| 24-02                | Roma Club - Casalmaggiore      | 3-1 | 17-25, 25-23, 25-17, 25-22        |
| 25-02                | Imoco - Bergamo 1991           | 3-0 | 25-17, 25-14, 25-21               |
| 24-02                | AGIL - Megavolley              | 3-1 | 21-25, 25-20, 25-15, 25-13        |
| 25-02                | UYBA - Firenze                 | 3-1 | 25-16, 25-20, 20-25, 25-18        |
| 24-02                | Savino Del Bene - Cuneo Granda | 3-0 | 25-14, 25-15, 25-14               |

| Ventiduesima giornata |                              |     |                                   |
|                       |                              |     |                                   |
| 02-03                 | Casalmaggiore - Imoco        | 1-3 | 25-17, 15-25, 16-25, 19-25        |
| 03-03                 | Chieri '76 - Savino Del Bene | 1-3 | 22-25, 19-25, 25-22, 22-25        |
| 03-03                 | Firenze - AGIL               | 1-3 | 16-25, 25-19, 20-25, 20-25        |
| 03-03                 | Cuneo Granda - UYBA          | 3-1 | 25-11, 20-25, 25-19, 25-18        |
| 02-03                 | Bergamo 1991 - Pinerolo      | 1-3 | 20-25, 25-11, 18-25, 24-26        |
| 03-03                 | Pro Victoria - Roma Club     | 3-2 | 23-25, 25-19, 18-25, 25-21, 18-16 |
| 03-03                 | Megavolley - Trentino        | 3-0 | 25-21, 25-23, 25-15               |

| Ventitreesima giornata |                              |     |                                   |
|                        |                              |     |                                   |
| 06-03                  | Casalmaggiore - Pro Victoria | 3-2 | 25-18, 17-25, 25-21, 23-25, 15-13 |
| 06-03                  | UYBA - Chieri '76            | 0-3 | 19-25, 23-25, 20-25               |
| 06-03                  | Imoco - AGIL                 | 3-0 | 25-14, 27-25, 25-17               |
| 20-03                  | Trentino - Bergamo 1991      | 1-3 | 25-22, 20-25, 27-29, 19-25        |
| 06-03                  | Firenze - Megavolley         | 0-3 | 15-25, 28-30, 24-26               |
| 06-03                  | Savino Del Bene - Pinerolo   | 3-0 | 25-19, 25-16, 25-13               |
| 06-03                  | Cuneo Granda - Roma Club     | 3-2 | 25-21, 27-25, 23-25, 18-25, 18-16 |

| Ventiquattresima giornata |                             |     |                                   |
|                           |                             |     |                                   |
| 09-03                     | Megavolley - Imoco          | 1-3 | 25-22, 17-25, 22-25, 13-25        |
| 10-03                     | AGIL - Savino Del Bene      | 0-3 | 22-25, 21-25, 14-25               |
| 10-03                     | Pinerolo - Casalmaggiore    | 1-3 | 15-25, 25-15, 14-25, 19-25        |
| 10-03                     | Bergamo 1991 - UYBA         | 1-3 | 25-18, 20-25, 18-25, 17-25        |
| 09-03                     | Chieri '76 - Firenze        | 0-3 | 20-25, 23-25, 19-25               |
| 09-03                     | Pro Victoria - Cuneo Granda | 3-0 | 25-19, 25-23, 25-20               |
| 10-03                     | Roma Club - Trentino        | 3-2 | 25-18, 25-20, 19-25, 20-25, 15-10 |

| Venticinquesima giornata |                             |     |                            |
|                          |                             |     |                            |
| 17-03                    | Cuneo Granda - Chieri '76   | 0-3 | 21-25, 18-25, 19-25        |
| 17-03                    | AGIL - Bergamo 1991         | 3-0 | 25-22, 25-17, 25-14        |
| 16-03                    | Trentino - UYBA             | 3-1 | 25-23, 18-25, 25-18, 25-21 |
| 16-03                    | Casalmaggiore - Megavolley  | 3-1 | 21-25, 25-19, 25-12, 25-16 |
| 16-03                    | Pro Victoria - Firenze      | 3-1 | 25-19, 20-25, 25-17, 25-21 |
| 16-03                    | Imoco - Pinerolo            | 3-0 | 25-19, 25-18, 25-21        |
| 17-03                    | Savino Del Bene - Roma Club | 3-0 | 25-18, 25-17, 25-20        |

| Ventiseiesima giornata |                                |     |                                  |
|                        |                                |     |                                  |
| 24-03                  | UYBA - Imoco                   | 1-3 | 25-22, 20-25, 20-25, 19-25       |
| 24-03                  | Bergamo 1991 - Savino Del Bene | 2-3 | 25-21, 25-22, 19-25, 17-25, 9-15 |
| 24-03                  | Megavolley - Pro Victoria      | 3-0 | 27-25, 25-19, 25-22              |
| 24-03                  | Roma Club - AGIL               | 3-1 | 25-21, 19-25, 25-23, 25-12       |
| 24-03                  | Chieri '76 - Casalmaggiore     | 3-0 | 25-18, 25-15, 25-21              |
| 24-03                  | Firenze - Cuneo Granda         | 3-1 | 24-26, 25-22, 25-20, 25-21       |
| 24-03                  | Pinerolo - Trentino            | 3-0 | 25-14, 26-24, 25-19              |

#### Classifica
| Pos. | Squadra         | Pt | G  | V  | P  | SV | SP | Ratio | PF    | PS    | Ratio |
| ---- | --------------- | -- | -- | -- | -- | -- | -- | ----- | ----- | ----- | ----- |
| 1.   | Imoco           | 75 | 26 | 26 | 0  | 78 | 14 | 5,571 | 2 243 | 1 792 | 1,251 |
| 2.   | Savino Del Bene | 63 | 26 | 22 | 4  | 69 | 26 | 2,653 | 2 230 | 1 876 | 1,188 |
| 3.   | Pro Victoria    | 60 | 26 | 21 | 5  | 68 | 31 | 2,193 | 2 303 | 2 024 | 1,137 |
| 4.   | AGIL            | 56 | 26 | 19 | 7  | 62 | 33 | 1,878 | 2 248 | 2 042 | 1,100 |
| 5.   | Chieri '76      | 48 | 26 | 15 | 11 | 57 | 40 | 1,425 | 2 245 | 2 116 | 1,060 |
| 6.   | Pinerolo        | 37 | 26 | 12 | 14 | 50 | 54 | 0,925 | 2 239 | 2 335 | 0,958 |
| 7.   | Megavolley      | 37 | 26 | 12 | 14 | 45 | 49 | 0,918 | 2 046 | 2 131 | 0,960 |
| 8.   | Roma Club       | 37 | 26 | 12 | 14 | 48 | 57 | 0,842 | 2 229 | 2 326 | 0,958 |
| 9.   | Casalmaggiore   | 31 | 26 | 10 | 16 | 43 | 57 | 0,754 | 2 180 | 2 239 | 0,973 |
| 10.  | Firenze         | 30 | 26 | 11 | 15 | 42 | 56 | 0,750 | 2 138 | 2 258 | 0,946 |
| 11.  | UYBA            | 24 | 26 | 7  | 19 | 36 | 61 | 0,590 | 2 040 | 2 221 | 0,918 |
| 12.  | Bergamo 1991    | 19 | 26 | 5  | 21 | 33 | 68 | 0,485 | 2 120 | 2 338 | 0,906 |
| 13.  | Cuneo Granda    | 18 | 26 | 7  | 19 | 35 | 68 | 0,514 | 2 132 | 2 333 | 0,913 |
| 14.  | Trentino        | 11 | 26 | 3  | 23 | 21 | 73 | 0,287 | 1 892 | 2 254 | 0,839 |

      Qualificata ai play-off scudetto.
      Retrocessa in Serie A2.

### Play-off scudetto

#### Tabellone
|  | Quarti di finale | Quarti di finale | Quarti di finale | Quarti di finale | Quarti di finale |   |                 | Semifinali | Semifinali | Semifinali | Semifinali | Semifinali |  |  | Finale | Finale | Finale | Finale | Finale | Finale | Finale |  |
|  |                  |                  |                  |                  |                  |   |                 |            |            |            |            |            |  |  |        |        |        |        |        |        |        |  |
|  | 1                | Imoco            | 3                | 3                |                  |   |                 |            |            |            |            |            |  |  |        |        |        |        |        |        |        |  |
|  | 1                | Imoco            | 3                | 3                |                  |   |                 |            |            |            |            |            |  |  |        |        |        |        |        |        |        |  |
|  | 8                | Roma Club        | 0                | 0                |                  |   |                 |            |            |            |            |            |  |  |        |        |        |        |        |        |        |  |
|  | 8                | Roma Club        | 0                | 0                |                  | 1 | Imoco           | 3          | 2          | 3          |            |            |  |  |        |        |        |        |        |        |        |  |
|  |                  |                  |                  |                  |                  | 1 | Imoco           | 3          | 2          | 3          |            |            |  |  |        |        |        |        |        |        |        |  |
|  |                  |                  | 4                | AGIL             | 0                | 3 | 0               |            |            |            |            |            |  |  |        |        |        |        |        |        |        |  |
|  | 4                | AGIL             | 4                | AGIL             | 0                | 3 | 0               | 2          | 3          | 3          |            |            |  |  |        |        |        |        |        |        |        |  |
|  | 4                | AGIL             |                  |                  |                  |   |                 |            |            | 3          |            |            |  |  |        |        |        |        |        |        |        |  |
|  | 5                | Chieri '76       | 3                | 0                | 1                |   |                 |            |            |            |            |            |  |  |        |        |        |        |        |        |        |  |
|  | 5                | Chieri '76       | 3                | 0                | 1                |   | 1               | Imoco      | 2          | 3          | 3          | 3          |  |  |        |        |        |        |        |        |        |  |
|  |                  |                  |                  |                  |                  |   |                 |            |            |            |            |            |  |  |        |        |        |        |        |        |        |  |
|  |                  |                  | 2                | Savino Del Bene  | 3                | 2 | 1               | 1          |            |            |            |            |  |  |        |        |        |        |        |        |        |  |
|  | 2                | Savino Del Bene  | 2                | Savino Del Bene  | 3                | 2 | 1               | 1          | 3          | 3          |            |            |  |  |        |        |        |        |        |        |        |  |
|  | 2                | Savino Del Bene  |                  |                  |                  |   |                 |            |            |            |            |            |  |  |        |        |        |        |        |        |        |  |
|  | 7                | Megavolley       | 1                | 0                |                  |   |                 |            |            |            |            |            |  |  |        |        |        |        |        |        |        |  |
|  | 7                | Megavolley       | 1                | 0                |                  | 2 | Savino Del Bene | 3          | 3          |            |            |            |  |  |        |        |        |        |        |        |        |  |
|  |                  |                  |                  |                  |                  | 2 | Savino Del Bene | 3          | 3          |            |            |            |  |  |        |        |        |        |        |        |        |  |
|  |                  |                  | 3                | Pro Victoria     | 0                | 0 |                 |            |            |            |            |            |  |  |        |        |        |        |        |        |        |  |
|  | 3                | Pro Victoria     | 3                | Pro Victoria     | 0                | 0 | 3               | 3          |            |            |            |            |  |  |        |        |        |        |        |        |        |  |
|  | 3                | Pro Victoria     |                  |                  |                  |   |                 |            |            |            |            |            |  |  |        |        |        |        |        |        |        |  |
|  | 6                | Pinerolo         | 2                | 1                |                  |   |                 |            |            |            |            |            |  |  |        |        |        |        |        |        |        |  |

#### Risultati

##### Quarti di finale
| Gara 1 |                              |     |                                   |
|        |                              |     |                                   |
| 27-03  | Imoco - Roma Club            | 3-0 | 25-21, 25-18, 25-18               |
| 27-03  | AGIL - Chieri '76            | 2-3 | 18-25, 25-17, 26-28, 25-19, 8-15  |
| 27-03  | Savino Del Bene - Megavolley | 3-1 | 25-16, 25-17, 21-25, 25-23        |
| 27-03  | Pro Victoria - Pinerolo      | 3-2 | 25-20, 23-25, 23-25, 25-21, 15-13 |

| Gara 2 |                              |     |                            |
|        |                              |     |                            |
| 31-03  | Roma Club - Imoco            | 0-3 | 17-25, 13-25, 21-25        |
| 30-03  | Chieri '76 - AGIL            | 0-3 | 22-25, 30-32, 21-25        |
| 30-03  | Megavolley - Savino Del Bene | 0-3 | 18-25, 24-26, 17-25        |
| 31-03  | Pinerolo - Pro Victoria      | 1-3 | 13-25, 25-22, 16-25, 21-25 |

| Gara 3 |                   |     |                            |
|        |                   |     |                            |
| 03-04  | AGIL - Chieri '76 | 3-1 | 22-25, 25-21, 25-22, 25-23 |

##### Semifinali
| Gara 1 |                                |     |                     |
|        |                                |     |                     |
| 07-04  | Imoco - AGIL                   | 3-0 | 25-19, 25-12, 25-20 |
| 06-04  | Savino Del Bene - Pro Victoria | 3-0 | 25-23, 25-22, 25-22 |

| Gara 2 |                                |     |                                   |
|        |                                |     |                                   |
| 10-04  | AGIL - Imoco                   | 3-2 | 25-17, 25-23, 17-25, 14-25, 15-12 |
| 10-04  | Pro Victoria - Savino Del Bene | 0-3 | 22-25, 22-25, 21-25               |

| Gara 3 |              |     |                     |
|        |              |     |                     |
| 13-04  | Imoco - AGIL | 3-0 | 25-19, 25-22, 25-20 |

##### Finale
| Gara 1 |                         |     |                                   |
|        |                         |     |                                   |
| 17-04  | Imoco - Savino Del Bene | 2-3 | 22-25, 25-16, 22-25, 26-24, 15-17 |

| Gara 2 |                         |     |                                   |
|        |                         |     |                                   |
| 20-04  | Savino Del Bene - Imoco | 2-3 | 25-23, 21-25, 25-19, 23-25, 11-15 |

| Gara 3 |                         |     |                            |
|        |                         |     |                            |
| 24-04  | Imoco - Savino Del Bene | 3-1 | 30-28, 23-25, 29-27, 25-22 |

| Gara 4 |                         |     |                            |
|        |                         |     |                            |
| 27-04  | Savino Del Bene - Imoco | 1-3 | 25-23, 17-25, 17-25, 21-25 |

## Verdetti
| Squadra         | Qualificazione           |
| --------------- | ------------------------ |
| Imoco           | Champions League 2024-25 |
| Pro Victoria    | Champions League 2024-25 |
| Savino Del Bene | Champions League 2024-25 |
| AGIL            | Coppa CEV 2024-25        |
| Chieri '76      | Challenge Cup 2024-25    |
| Cuneo Granda    | Serie A2 2024-25         |
| Trentino        | Serie A2 2024-25         |

## Statistiche
| Rendimento individuale | Rendimento individuale | Rendimento individuale | Rendimento individuale |
| Pos.                   | Nome                   | Punti                  | Squadra                |
| ---------------------- | ---------------------- | ---------------------- | ---------------------- |
| 1                      | Ekaterina Antropova    | 700                    | Savino Del Bene        |
| 2                      | Isabelle Haak          | 675                    | Imoco                  |
| 3                      | Paola Egonu            | 638                    | Pro Victoria           |
| 4                      | Erblira Bici           | 519                    | Roma Club              |
| 5                      | Vita Akimova           | 481                    | AGIL                   |
| 6                      | Malwina Smarzek        | 451                    | Casalmaggiore          |
| 7                      | Camilla Mingardi       | 431                    | Megavolley             |
| 8                      | Lina Alsmeier          | 398                    | Firenze                |
| 9                      | Zhu Ting               | 386                    | Savino Del Bene        |
| 10                     | Lorrayna da Silva      | 379                    | Bergamo 1991           |

| Attacchi vincenti | Attacchi vincenti   | Attacchi vincenti | Attacchi vincenti |
| Pos.              | Nome                | Punti             | Squadra           |
| ----------------- | ------------------- | ----------------- | ----------------- |
| 1                 | Isabelle Haak       | 628               | Imoco             |
| 2                 | Paola Egonu         | 586               | Pro Victoria      |
| 3                 | Ekaterina Antropova | 583               | Savino Del Bene   |
| 4                 | Erblira Bici        | 474               | Roma Club         |
| 5                 | Vita Akimova        | 437               | AGIL              |
| 6                 | Malwina Smarzek     | 397               | Casalmaggiore     |
| 7                 | Camilla Mingardi    | 389               | Megavolley        |
| 8                 | Zhu Ting            | 363               | Savino Del Bene   |
| 9                 | Lina Alsmeier       | 357               | Firenze           |
| 10                | Avery Skinner       | 348               | Chieri '76        |

| Muri vincenti | Muri vincenti         | Muri vincenti | Muri vincenti   |
| Pos.          | Nome                  | Punti         | Squadra         |
| ------------- | --------------------- | ------------- | --------------- |
| 1             | Maja Aleksić          | 95            | Megavolley      |
| 2             | Božana Butigan        | 82            | Bergamo 1991    |
| 3             | Anna Gray             | 80            | Chieri '76      |
| 4             | Katerina Zakchaiou    | 79            | Chieri '76      |
| 4             | Ana Carolina da Silva | 79            | Savino Del Bene |
| 6             | Ekaterina Antropova   | 73            | Savino Del Bene |
| 7             | Paola Egonu           | 71            | Pro Victoria    |
| 8             | Amandha Sylves        | 70            | Cuneo Granda    |
| 9             | Linda Nwakalor        | 65            | Savino Del Bene |
| 9             | Anna Danesi           | 65            | AGIL            |

| Battute vincenti | Battute vincenti        | Battute vincenti | Battute vincenti |
| Pos.             | Nome                    | Punti            | Squadra          |
| ---------------- | ----------------------- | ---------------- | ---------------- |
| 1                | Ekaterina Antropova     | 94               | Savino Del Bene  |
| 2                | Paola Egonu             | 62               | Pro Victoria     |
| 3                | Marina Lubian           | 52               | Imoco            |
| 4                | Isabelle Haak           | 43               | Imoco            |
| 5                | Adelina Budăi-Ungureanu | 33               | Pinerolo         |
| 6                | Micha Hancock           | 32               | Casalmaggiore    |
| 7                | Vita Akimova            | 31               | AGIL             |
| 7                | Jessica Rivero          | 31               | Roma Club        |
| 7                | Indre Sorokaite         | 31               | Pinerolo         |
| 10               | Caterina Bosetti        | 29               | AGIL             |